# Річки Волинської області
Гідрографічна мережа Волинської області — 130 річок завдовжки понад 10 км кожна. Головними річками області є Західний Буг і Прип'ять.
Південною та західною частиною області проходить Головний європейський вододіл, що розділяє басейни Чорного та Балтійського морів, зокрема Дніпра і Вісли. До басейну Дніпра належать Прип'ять, Турія, Стохід, Стир. Уздовж західної межі області протікає Західний Буг, до його басейну в межах області належать 24 річки (найбільша в його басейні — Луга).
Найдовша та найчистіша річка Волині — Стохід 188 км.
Пересічна густота річкової сітки становить від 0,25—0,47 км/км² у басейні Дніпра, до 0,22—0,35 км/км² — у басейні Західного Бугу. Похил русел річок у межах Поліської низовини назначний, тому річки мають повільну течію і за своїм режимом належать до рівнинного типу.

## Перелік річок за басейнами

### Басейн Дніпра (Чорне море)
- Прип'ять
  - Тенетиска — права притока
  - Вижівка — права
    - Кизівка — права

  - Турія — права
    - Рудка — ліва
    - Воронка — права

  - Цир — права
  - Стохід — права
    - Череваха — права

  - Веселуха — права
  - Стир — права
    - Судилівка — ліва
    - Чорногузка — ліва
      - Полонка — права

    - Липа — ліва
    - Сарна — ліва
    - Лютиця — ліва
    - Окінка — ліва
    - Сапалаївка — права
    - Прудник — права
    - Конопелька — права
    - Рудка — права
    - Кормин — права

### Басейн Вісли (Балтійське море)
- Західний Буг
  - Ізівка — права притока
  - Студянка — права
  - Луга — права
    - Луга-Свинорийка — права
      - Війниця — права
      - Свинарка — ліва

    - Свинорийка — права
    - Риловиця — права
    - Стрипа — ліва

  - Золотуха — права
  - Пітушок — права
  - Топкий — права
  - Неретва — права
  - Гапа — права
    - Піщатка — права
    - Видранка — ліва

  - Бистряк — права